# ويليام واتسون (سياسي)
ويليام واتسون (بالإنجليزية: William Watson)‏ هو سياسي أسترالي، ولد في 22 أكتوبر 1864 في أستراليا، وتوفي في 21 ديسمبر 1938. حزبياً، نشط في مستقل. وقد انتخب عضو مجلس النواب الأسترالي عن دائرة Division of Fremantle ‏ (19 ديسمبر 1931 – 7 أغسطس 1934) وانتخب عضو مجلس النواب الأسترالي عن دائرة Division of Fremantle ‏ (16 ديسمبر 1922 – 9 أكتوبر 1928).